# Dicolonus simplex
Dicolonus simplex là một loài ruồi trong họ Asilidae. Dicolonus simplex được Loew miêu tả năm 1866. Loài này phân bố ở vùng Tân Bắc giới.